# Wienerfilharmonikernas nyårskonsert 2014

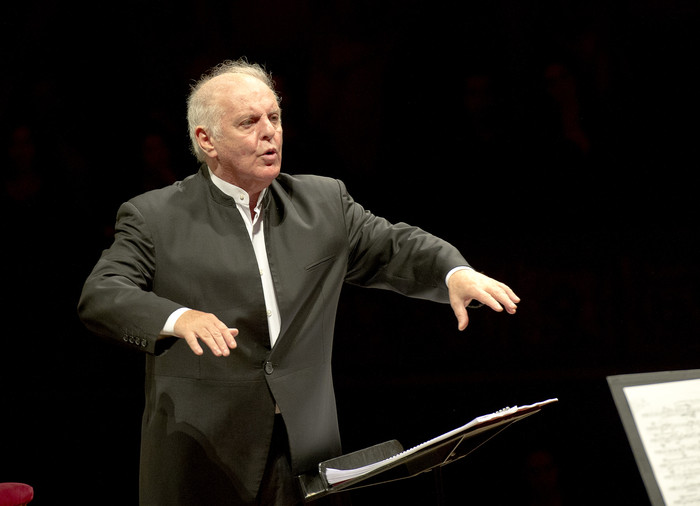
Daniel Barenboim

Wienerfilharmonikernas nyårskonsert 2014 räknas som den 74:e nyårskonserten från Wien och ägde rum den 1 januari 2014 i Wiens Musikverein. Dirigent var för andra gången Daniel Barenboim, som även dirigerade konserten 2009.

## Historia
Strikt räknat var det Wienerfilharmonikernas 70:e nyårskonsert, eftersom det inte var förrän 1946 som namnet introducerades. Dessutom var det den 75:e Årsskifteskonserten, då det vid årsskiftet 1939/40 gavs en Außerordentliches Konzert (extraordinär konsert) av Wienerfilharmonikerna, som dock ägde rum på nyårsafton 1939. Från 1941 dirigerades nyårskonserten av Clemens Krauss, med undantag för åren 1946 och 1947 då Krauss förbjöds att dirigera på grund av sin närhet till nazistregimen och ersattes av Strausspecialisten Josef Krips.
Efter Clemens Krauss död 1955 följde Willi Boskovsky, konsertmästare i Wienerfilharmonikerna, som dirigerade konserten 25 gånger i rad. Från 1980 till 1986 följde sju konserter med dirigenten Lorin Maazel, som tjänstgjorde som chef för Wiener Staatsoper från 1982 till 1984. Därefter beslutade Wienerfilharmonikerna att bjuda in en ny dirigent varje år.

## Konserten
Programmet ägnades särskilt åt minnet av första världskrigets utbrott 1914. Dirigenten Daniel Barenboim är en av grundarna av den palestinsk-israeliska West-Eastern Divan Orchestra och har fått många utmärkelser för sina insatser för att främja fred i Mellanöstern, inklusive Haviva Reik-fredspriset 2004, Hessischer Friedenspreis 2006 och Ernst von Siemens Musikpris, och Westfalens fredspris och Otto Hahns fredsmedalj i guld 2010. År 2007 utsågs han till FN:s fredsbudbärare, och 2011 nominerades han till Nobels fredspris.
Barenboim tillägnade det första stycket, Helenen Quadrille, till sin fru, pianisten Jelena Dmitrievna Bashkirova. Jelena är en variant av det kvinnliga förnamnet Helena eller Helene. Bashkirova och deras son, violinisten Michael Barenboim, var i publiken. I en intervju uppgav Daniel Barenboim att han hade tvekat när han blev ombedd att dirigera konserten igen, eftersom den andra konserten vanligtvis inte kunde utveckla samma unikhet som den första.
Valsen Friedenspalmen av Josef Strauss hänvisade till slaget vid Königgrätz. Den komponerades hösten 1866, strax efter Donaumonarkins nederlag i kriget. Carolinen-Gallop var avsedd att anspela på Barenboim som en brobyggare mellan väst och öst - Galoppen är uppkallad efter Carolinenbron över Wienfloden, som fanns vid Strauss tid. Egyptischer Marsch var avsedd att hedra Barenboims engagemang för Mellanöstern.
Till valsen Geschichten aus dem Wienerwald visades fotografier från Klosterneuburg, som grundades av Leopold III av Österrike 1114 och firade sitt 900-årsjubileum.
Med Månskensmusiken ur operan Capriccio hedrade filharmonikerna kompositören Richard Strauss i samband med hans 150-årsdag. Josef Strauss vals Dynamiden innehåller det motiv som Richard Strauss använde 46 år senare för Ochsvalsen i Rosenkavaljeren.
De två polkorna Neckerei och Schabernack av Josef Strauss framfördes för första gången som en del av en nyårskonsert.
För extranumren avstod Barenboim från att dirigera Radetzkymarschen, som tillägnades fältmarskalk Josef Wenzel Radetzky von Radetz och hade premiär den 31 augusti 1848. Radetzky var mest känd för sina militära framgångar 1848 och 1849 mot kungariket Sardinien-Piemonte och segrade i flera slag. Istället skakade Barenboim hand med varje musiker.
Filharmonikerna skapade Twitterhashtagen #prosit2014 för att skicka nyårshälsningar till hela världen.

### Blomsterutsmyckningar
Blomsterdekorationerna tillhandahölls för första gången av Wienerfilharmonikerna. Från och med 1980 hade det varit en gåva från den italienska staden San Remo.

## Program

### 1:a delen
- Eduard Strauß: Helenen Quadrille, op. 14
- Josef Strauss: Friedenspalmen, Vals, op. 207*
- Johann Strauss den äldre: Carolinen-Galopp, op. 21a*
- Johann Strauss den yngre: Egyptischer Marsch, op. 335
- Johann Strauss den yngre: Seid umschlungen Millionen,  Vals, op. 443
- Johann Strauss den yngre: Stürmisch in Lieb' und Tanz, Polka schnell, op. 393

### 2:a delen
- Johann Strauss den yngre: Ouvertyr till operetten Waldmeister
- Johann Strauss den yngre: Klipp-Klapp-Galopp, op. 466
- Johann Strauss den yngre: Geschichten aus dem Wienerwald, Vals, op. 325
- Joseph Hellmesberger junior: Vielliebchen, Polka, op. 1*
- Josef Strauss: Bouquet-Polka, Polka schnell, op. 188
- Richard Strauss: Mondscheinmusik ur operan Capriccio*
- Joseph Lanner: Die Romantiker, Vals, op. 167
- Josef Strauss: Neckerei, Polka Mazur, op. 262*
- Josef Strauss: Schabernack, Polka schnell, op. 98*
- Léo Delibes: Variation dansée (Pizzicati). Polka ur baletten Sylvia*
- Josef Strauss: Dynamiden (Geheime Anziehungskräfte). Vals, op. 173
- Josef Strauss: Ohne Sorgen, Polka, op. 271[7]

### Extranummer
- Josef Strauss: Carrière-Polka, Polka schnell, op. 200
- Johann Strauss den yngre: An der schönen blauen Donau, Vals, op. 314
- Johann Strauss den äldre: Radetzkymarsch, op. 228

Verkförteckningen och verkens ordning finns på Wienerfilharmonikernas webbplats.
 Verk markerade med * spelades för första gången vid en nyårskonsert.

## Balettinslag
I september 2013 spelade Wiens statsbalett in dansmellanspelen i Stadtpalais Liechtenstein. Precis som 2013 stod den brittiska konstnären Ashley Page för koreografin. De dansade till valsen Die Romantiker av Joseph Lanner och polkan Pizzicati av Léo Delibes. Harlekindräkterna designades av Vivienne Westwood.

## Pausfilm
Den 25 minuter långa pausfilmen Backstage tog en titt bakom kulisserna på nyårskonserten. Arbetet med kostymerna i London av Vivienne Westwood, orkesterns repetitioner, produktionen av balettmellanspelen i Stadtpalais Liechtenstein, ORF-tekniken och blomsterhandlarnas arbete visades.

### Musik
- Wienerfilharmonikerna:
  - Wolfgang Amadeus Mozart: Eine kleine Nachtmusik, Rondo, KV 525
  - Pjotr Tjajkovskij: Törnrosa, Polonaise, op. 66
  - Amilcare Ponchielli: Danza delle ore
  - Gioachino Rossini: Ouvertyr till operan Wilhelm Tell
  - Johannes Brahms: Ungarischer Tanz Nr. 7
  - Joseph Lanner: Die Romantiker, Walzer, op. 167
- The Philharmonics
  - Claude Debussy: Clair de lune
  - Wolfgang Amadeus Mozart: Final ur operan Trollflöjten, KV 620
  - Johann Strauss den yngre: Oje, oje, wie rührt mich dies ur operetten Die Fledermaus
  - Tibor Kovac: Ochi chornye ur Souvenir de Boheme
- Wiener Geigen Quartett
  - Joseph Haydn: Largo Cantabile ur Divertimento HOB. II: 22

## Radio- och TV-sändningar
16 kameror användes, inklusive två rälskameror, tre tornkameror och en minifjärrkamera på scenen med fokus på dirigenten. Den brittiska skådespelerskan Julie Andrews kommenterade för amerikansk TV, som tidigare år. För första gången sändes konserten från mer än 90 stationer.
I Österrike såg i genomsnitt 883 000 musikentusiaster den första delen, vilket motsvarade en marknadsandel på 60 procent. Den andra delen sågs av i genomsnitt 1.154 miljoner tittare, en marknadsandel på 63 procent. Pausfilmen sågs av i genomsnitt 1 064 000 personer (64 procent marknadsandel).

## Inspelningar
En liveinspelning av konserten släpptes på två CD-skivor (DNB 1046279297) och tre LP-skivor (DNB 1048062694), DVD- och Blu Ray-skivan (DNB 1047200589) släpptes den 31 januari 2014.
Inspelningen av konserten var ett av de mest sålda albumen 2014 i Österrike.

## Weblänkar
- Neujahrskonzert 2014 mit Daniel Barenboim auf austriancharts.at